# قرد عنكبوتي
قرد عنكبوتي ويسمى أيضا سعدان عنكبوتي بني الرأس (بالإنجليزية: Black-headed spider monkey)‏ (باللاتينية: Ateles fusciceps) .